# Синтез
Си́нтез (др.-греч. σύνθεσις «соединение, складывание, связывание»; от συν-«совместное действие, соучастие» + θέσις «расстановка, размещение, распределение, <место>положение») — процесс соединения или объединения ранее разрозненных вещей или понятий в целое или набор.

## Описание
Синтез есть способ собрать целое из функциональных частей как антипод (противоположность) анализа — способа разобрать целое на функциональные части.
Возможен синтез решений. В кибернетике процесс синтеза тесно связан с процессом предшествующего анализа. Синтез — инженерное построение сложных систем из предварительно подготовленных блоков или модулей разных типов. Низкоуровневое, глубокое структурное объединение компонентов разных типов.
В автоматике синтез автоматической системы регулирования является решением задачи создания оптимальных АСР, обеспечивающие наименьшее рассогласование между текущими и заданными значениями регулируемых величин и соответственно наилучшее качество регулирования.
С точки зрения теории познания, синтез представляет собой необходимый этап проявления познавательной деятельности сознания. В совокупности с анализом, метод синтеза позволяет получить представления о связях между составляющими предмета изучения.